# Huy chương Garvan-Olin
Huy chương Francis P. Garvan-John M. Olin Medal là một giải thưởng của Hội Hóa học Hoa Kỳ, được trao hàng năm cho các nhà hóa học nữ có đóng góp nổi bật vào hóa học. Giải thưởng gồm 1 huy chương do Margaret Christian Grigor thiết kế và khoản tiền 5.000 dollar Mỹ. Hàng năm, mọi người đều có thể đề cử một nhà hóa học nữ là công dân Mỹ làm ứng viên.
Giải này được Francis Garvan và Mabel Brady Garvan thiết lập năm 1936 để vinh danh người con gái của họ. Trong 7 năm đầu, là cuộc thi viết bài tiểu luận để tưởng niệm người con gái của họ (Giải Essay Contest của Hội Hóa học Hoa Kỳ).
Quỹ vốn ban đầu của giải do Francis P. Garvan hiến tặng từ năm 1936 tới 1979. W. R. Grace & Co. tham gia đồng tài trợ từ năm 1979 tới 1983. Năm 1984, Olin Corporation tham gia đồng tài trợ nữa.
Huy chương này là giải lâu đời thứ ba của Hội Hóa học Hoa Kỳ và là giải đầu tiên dành cho nhà hóa học nữ.

## Các người đoạt Huy chương
- 1937 Emma P. Carr
- 1940 Mary Engle Pennington
- 1942 Florence B. Seibert
- 1946 Icie Macy Hoobler
- 1947 Mary Lura Sherrill
- 1948 Gerty Cori
- 1949 Agnes Fay Morgan
- 1950 Pauline Beery Mack
- 1951 Katharine B. Blodgett
- 1952 Gladys A. Emerson
- 1953 Leonora N. Bilger
- 1954 Betty Sullivan
- 1955 Grace Medes
- 1956 Allene R. Jeanes
- 1957 Lucy W. Pickett
- 1958 Arda A. Green
- 1959 Dorothy V. Nightingale
- 1960 Mary L. Caldwell
- 1961 Sarah Ratner
- 1962 Helen M. Dyer
- 1963 Mildred Cohn
- 1964 Birgit Vennesland
- 1965 Gertrude Perlmann
- 1966 Mary L. Peterman
- 1967 Marjorie J. Vold
- 1968 Gertrude B. Elion
- 1969 Sofia Simmonds
- 1970 Ruth R. Benerito
- 1971 Mary Fieser
- 1972 Jean'ne M. Shreeve
- 1973 Mary L. Good
- 1974 Joyce J. Kaufman
- 1975 Marjorie C. Caserio
- 1976 Isabella L. Karle
- 1977 Marjorie G. Horning
- 1978 Madeleine M. Joullié
- 1979 Jenny P. Glusker
- 1980 Helen M. Free
- 1981 Elizabeth K. Weisburger
- 1982 Sara Jane Rhoads
- 1983 Ines Mandl
- 1984 Martha L. Ludwig
- 1985 Catherine Clarke Fenselau
- 1986 Jeanette G. Grasselli
- 1987 Janet G. Osteryoung
- 1988 Marye Anne Fox
- 1989 Kathleen C. Taylor
- 1990 Darleane C. Hoffman
- 1991 Cynthia M. Friend
- 1992 Jacqueline K. Barton
- 1993 Edith M. Flanigen
- 1994 Barbara J. Garrison
- 1995 Angelica M. Stacy
- 1996 Geraldine L. Richmond
- 1997 Karen W. Morse
- 1998 Joanna S. Fowler
- 1999 Cynthia A. Maryanoff
- 2000 F. Ann Walker
- 2001 Susan S. Taylor
- 2002 Marion C. Thurnauer
- 2003 Martha Greenblatt
- 2004 Sandra C. Greer
- 2005 Frances H. Arnold
- 2006 Lila M. Gierasch
- 2007 Laura L. Kiessling
- 2008 Elizabeth C. Theil
- 2009 Kathlyn A. Parker
- 2010 Judith C. Giordan
- 2011 Sherry J. Yennello
- 2012 Sue B. Clark
- 2013 Susan M. Kauzlarich
- 2014 Marsha I. Lester
- 2015 Angela K. Wilson